# Дискета
Диске́та, ги́бкий магни́тный диск (ГМД; англ. floppy disk, diskette) — сменный носитель информации, используемый для многократной записи и хранения данных. Представляет собой гибкий пластиковый диск, покрытый ферромагнитным слоем и помещённый в защитный корпус из пластика. Считывание или запись данных с дискет производится посредством специального устройства — дисковода; в отечественной индустрии также использовался термин «накопитель (на) гибких магнитных дисках» (НГМД).
Дискеты имели массовое распространение с 1970-х и до середины 2000-х годов, придя на смену магнитным лентам и перфокартам. В конце XX века дискеты начали уступать более ёмким оптическим дискам CD-R и CD-RW, а в XXI веке — и более удобным флеш-накопителям.
Промежуточным вариантом между традиционным дискетами и более современными накопителями были НГМД, использующие специальные картриджи — Iomega Zip, Iomega Jaz; а также флоптические диски — например LS-120 — в которых комбинировались классическая магнитная головка чтения/записи и лазер, используемый для её наведения.
Существовало также семейство накопителей под названием магнитооптические диски (МО), которые представляли собой жёсткий полимерный диск, чтение с которого производилось лазером, а запись — с помощью комбинированного воздействия лазера (для нагрева участка поверхности) и неподвижного магнита (для перемагничивания информационного слоя). Такие носители не полностью магнитные, хотя и используют картриджи, по форме напоминающие дискеты.
Дискеты обычно имели возможность блокировки записи на них: элемент их конструкции (вырез или механический переключатель) при установке дискеты в дисковод воздействовал на его соответствующий датчик, отключая схемы, ответственные за запись, и тем самым предохраняя записанные на дискете данные от изменения.
Наиболее распространённый интерфейс подключения дискет — шина Шугарта.

## История
- 1967 — Алан Шугарт возглавлял команду, которая разрабатывала дисководы в лаборатории фирмы IBM, где были созданы накопители на гибких дисках. Дэвид Нобль (англ. David Noble), один из старших инженеров, работавших под его руководством, предложил гибкий диск (прообраз дискеты диаметром 8 дюймов) и защитный кожух с тканевой прокладкой.
- 1971 — фирмой IBM была представлена первая дискета диаметром в 8 дюймов (200 мм) с соответствующим дисководом.
- 1973 — Алан Шугарт основывает собственную фирму Shugart Technology[6].
- 1976 — Финне Коннер (англ. Finis Conner) пригласил Алана Шугарта принять участие в разработке и выпуске дисководов с дисками диаметром 5¼ дюйма, в результате чего фирма Shugart Associates, разработав контроллер и оригинальный интерфейс Shugart Associates SA-400, выпустила дисковод для миниатюрных (mini-floppy) гибких дисков на 5¼ дюйма, который, быстро вытеснив дисководы для 8-дюймовых дисков, стал популярным в персональных компьютерах. Компания Shugart Associates также создала интерфейс Shugart Associates System Interface (SASI), который после формального одобрения комитетом ANSI в 1986 году был переименован в Small Computer System Interface (SCSI).
- 1981 — компания Sony выводит на рынок дискету диаметром 3½ дюйма (90 мм). В первой версии (DD) объём составлял 720 килобайт (9 секторов на дорожку). В 1984 году фирма Hewlett-Packard впервые использовала этот накопитель в своем компьютере HP-150. Поздняя версия (HD) имеет объём 1474 килобайта или 1,44 мегабайта (18 секторов на дорожку).
- 1984 — фирма Apple стала использовать накопители 3½ дюйма в компьютерах Macintosh.
- 1987
  - 3½-дюймовый HD-накопитель появился в компьютерных системах PS/2 фирмы IBM и стал стандартом для массовых ПК.
  - Официально представлены разработанные в 1980-х годах фирмой Toshiba дисководы сверхвысокой плотности (англ. Extra High Density, ED), носителем для которых служила дискета ёмкостью 2880 килобайт или 2,88 мегабайта (36 секторов на дорожку).
- 2002 — фирма Sony продала в 2002 году 47 миллионов дискет[7].
- 2011 — фирма Sony в марте 2011 года прекратила производство и продажу дискет 3½ дюйма.
- 2014 — фирма Toshiba в октябре 2014 года перепроектировала свой завод по выпуску дискет в овощную ферму[8][9].
- 2016 — Пентагон намерен полностью отказаться от использования 8-дюймовых дискет к 2018 году[10].

## Форматы, в зависимости от диаметра диска

### 8 дюймов
Конструктивно дискета 8″ (диск диаметром 8 дюймов) представляет собой диск из полимерных материалов с магнитным покрытием, заключённый в гибкий пластиковый футляр. В футляре имеются отверстия: большое круглое в центре — для шпинделя, маленькое круглое — окно индексного отверстия, позволяющего определить начало дорожки, и длинное с закруглёнными концами — для магнитных головок дисковода. Изначально дискеты 8" использовались только для чтения предварительно записанной информации, впоследствии они стали использоваться как перезаписываемый носитель, а в случае необходимости защитить дискету от записи (например, при создании архивной копии важных данных) в нижней части дискеты стали делать специальную выемку. Если оптический датчик в дисководе её обнаруживал, то возможность перезаписи была заблокирована. Иногда выемка выполнялась заранее и закрывалась наклейкой, которую можно было снять, тем самым защитив диск от записи, но также пользователи могли аккуратно сделать выемку самостоятельно. Форматы дискеты различаются количеством секторов на дорожке.
Первые дискеты 8″ появились в 1969 году, они были защищены от записи и вмещали 80 кБайт информации. В 1972 году были представлены дискеты на 1,5 МБит (187,5 кБайт), в 1973 году — на 256 кБайт. В 1976 году появились дискеты двойной плотности (DD), вмещавшие 512 кБайт. В 1977 году 8″ дискеты стали двусторонними и имели ёмкость 1,2 МБайт.

### 5¼ дюйма
Конструкция пятидюймовой (величина 5,25 дюйма примерно равна 13,34 см) дискеты мало отличается от восьмидюймовой: окно индексного отверстия располагается справа, а не сверху, прорезь для защиты от записи — в правой части дискеты. Для лучшей сохранности диска его футляр сделан более жёстким, укреплённым по периметру. Для предотвращения преждевременного износа между футляром и диском размещается антифрикционная прокладка, а края приводного отверстия укреплены пластиковым или металлическим кольцом.
Существовали дискеты с жёсткой разбивкой на секторы: они отличались наличием нескольких индексных отверстий по количеству секторов. В дальнейшем от такой схемы отказались.
Как дискеты, так и дисководы пятидюймовых дисков существуют одно- и двусторонние. При использовании одностороннего дисковода считать вторую сторону, просто перевернув дискету, не удаётся из-за расположения окна индексного отверстия — для этого требуется наличие аналогичного окна, расположенного симметрично существующему. Механизм защиты данных также был пересмотрен — прорезь располагалась с правой стороны конверта; для активации защиты эту прорезь следовало перекрыть липкой наклейкой. Это было сделано для защиты от неправильной установки.
Форматы записи на пятидюймовые дискеты позволяют хранить на ней 110, 360, 720 или 1200 килобайт данных.
- Устройство дискеты 5¼″
- Дискета 5,25 дюйма в разобранном виде (с раскрытым футляром): 1 — футляр; 2 — антифрикционные прокладки; 3 — окно для шпинделя привода; 4 — окно индексного отверстия; 5 — окно для магнитных головок; 6 — полимерный диск с магнитным покрытием; 7 — отверстие для шпинделя привода; 8 — индексное отверстие; 9 — выемка защиты от записи
- Футляр в развёрнутом виде
- Магнитный диск
- Варианты закрепления клапанов футляра: термосвариванием (вверху) и склеиванием (внизу)

Информация о содержимом дискеты указывается на этикетке, обычно располагающейся на лицевой стороне в части, противоположной отверстию для магнитной головки дисковода.

Для хранения и транспортировки дискет обычно используются бумажные конверты. На конвертах размещается различная информация о производителе дискеты либо её наполнении. На оборотной стороне конверта иногда размещается информация по правильному использованию и хранению дискеты.

### 3½ дюйма
Классический вид дискеты. Принципиальное отличие дискеты 3½ дюйма — жёсткий пластмассовый корпус. Вместо индексного отверстия в дискетах диаметром 3½ дюйма используется металлическая втулка с установочным отверстием, которая находится в центре дискеты. Механизм дисковода захватывает металлическую втулку, а отверстие в ней позволяет правильно позиционировать дискету, поэтому отпала необходимость делать для этого отверстие непосредственно в магнитном диске. В отличие от 8- и 5-дюймовых дискет, окно для головок дискеты 3½ дюйма закрыто шторкой из металла или пластмассы, которая сдвигается в сторону специальным рычагом во время установки дискеты в дисковод. Защита от записи производится небольшой сдвигающейся пластиковой шторкой в нижнем левом углу дискеты — открытое окошко соответствует активированной защите. В правом нижнем углу находятся окошки, позволяющие схеме дисковода определить плотность записи на дискету:
- нет окошка — 720 КБ,
- окошко расположено на одном уровне с окошком защиты от записи — 1,44 МБ,
- окошко расположено выше уровня окошка защиты от записи — 2,88 МБ.

Несмотря на многие недостатки — чувствительность к магнитным полям и недостаточную уже к середине 1990-х годов ёмкость — формат 3½ дюйма продержался на рынке треть века, начав сдавать позиции лишь после появления доступных по цене накопителей на основе флэш-памяти.
В 1996—2003 годах формате 3½″ существовала система SuperDisk LS-120 — магнитные диски сверхвысокой плотности записи с лазерным позиционированием головок (название произошло от аббревиатуры Laser Servo и емкости 120 мегабайт). Дискеты SuperDisk имели ёмкость 120 МБ и позднее 240 МБ, а накопители LS-120 поддерживали чтение и запись обычных 3,5-дюймовых дискет, с которыми LS-120 схожи по габаритам и основным частям. В 2000 году компания Matsushita представила технологию позволявшую записывать до 32 мегабайт данных на стандартную дискету ёмкостью 1,44 мегабайта в накопителях LS-240. Стандарт был разработан в 1990-е компаниями Imation, Compaq, Matsushita-Kotobuki (Panasonic) и OR Technology. SuperDisk получил некоторое распространение в странах Азии, но был быстро вытеснен сперва системой Iomega Zip, а затем и компакт-дисками CD-R/CD-RW.
Устройство дискеты 3½″

### 3 дюйма
Некоторое время имели распространение 3-дюймовые дискеты и дисководы для их чтения, производившиеся компанией Amstrad. К примеру, компьютер ZX Spectrum +3 имел встроенный дисковод такого стандарта, а для японской игровой консоли Famicom (с аксессуаром Disk System) выпускались игры на дискетах таких же габаритов, но не совместимых с ZX.

### 2 дюйма
Существовали видеодискеты для аналоговой записи и хранения композитного видео.

### Другие
Также находились в употреблении дискеты 4″, 3¼″, 2,8″, 2½″ и других размеров.
| - 4″ дискета с соответствующим дисководом производства IBM - 3¼″ дискета от Dysan - 2,8″ дискета от Smith Corona |

### Iomega Zip
К середине 1990-х годов ёмкости дискеты даже в 2,88 МБ уже было недостаточно. На смену дискете 3,5 дюйма претендовали несколько форматов, среди которых наибольшую популярность завоевали дискеты Iomega Zip. Так же, как и дискета 3,5 дюйма, носитель Iomega Zip представлял собой мягкий полимерный диск, покрытый ферромагнитным слоем и заключённый в жёсткий корпус с защитной шторкой. В отличие от 3,5-дюймовой дискеты, отверстие для магнитных головок располагалось в торце корпуса, а не на боковой поверхности. Существовали дискеты Zip на 100 и 250 МБ, а к концу существования формата — и на 750 МБ. Кроме бо́льшего объёма, диски Zip обеспечивали более надёжное хранение данных и более высокую скорость чтения и записи, чем 3,5-дюймовые. Однако они так и не смогли вытеснить трёхдюймовые дискеты из-за высокой цены как дисководов, так и дискет, а также из-за неприятной особенности приводов, когда дискета с механическим повреждением диска выводила из строя дисковод, который, в свою очередь, мог испортить вставленную в него после этого дискету (так называемые «щелчки смерти»).

## Форматы
| Формат                          | Год возникновения | Объём, КБ |
| ------------------------------- | ----------------- | --------- |
| 8″                              | 1971              | 80        |
| 8″                              | 1973              | 256       |
| 8″                              | 1974              | 800       |
| 8″ DD (двойной плотности)       | 1975              | 1000      |
| 5¼″ SD (стандартная плотность)  | 1976              | 110       |
| 5¼″ DD (двойной плотности)      | 1978              | 360       |
| 5¼″ QD (четверной плотности)    | 1982              | 720       |
| 5¼″ HD (высокой плотности)      | 1984              | 1200      |
| 3″                              | 1982              | 360       |
| 3″ DD (двойной плотности)       | 1984              | 720       |
| 3½″ DD (двойной плотности)      | 1984              | 720       |
| 2″                              | 1985              | 720       |
| 3½″ HD (высокой плотности)      | 1987              | 1440      |
| 3½″ ED (сверхвысокой плотности) | 1991              | 2880      |

Фактическая ёмкость дискет зависит от способа их форматирования. Поскольку кроме самых ранних моделей практически все флоппи-диски не содержат жёстко сформированных дорожек, для системных программистов был открыт простор для экспериментов в области более эффективного использования дискеты. Результатом стало появление множества несовместимых между собою форматов дискет даже под одними и теми же операционными системами.

### Форматы дискет в оборудовании IBM
«Стандартные» форматы дискет IBM PC различались размером диска, количеством секторов на дорожке, количеством используемых сторон (SS обозначает одностороннюю дискету, DS — двухстороннюю), а также типом (плотностью записи) дисковода — тип дисковода маркировался:
- SD (англ. Single Density, одинарная плотность, впервые появился в IBM System 3740),
- DD (англ. Double Density, двойная плотность, впервые появился в IBM System 34),
- QD (англ. Quadruple Density, четверная плотность, использовался в отечественных клонах Robotron-1910 — 5¼″ дискета 720 К, Amstrad PC, Нейрон И9.66 — 5¼″ дискета 640 К),
- HD (англ. High Density, высокая плотность, отличался от QD повышенным количеством секторов),
- ED (англ. Extra High Density, сверхвысокая плотность).

В дополнительных (нестандартных) дорожках и секторах иногда размещали данные защиты от копирования проприетарных дискет. Стандартные программы, такие, как diskcopy, не переносили эти сектора при копировании.
| Параметр магнитного покрытия       | 5¼″                    | 5¼″                      | 5¼″                    | 3½″                    | 3½″                    | 3½″                         |
| ---------------------------------- | ---------------------- | ------------------------ | ---------------------- | ---------------------- | ---------------------- | --------------------------- |
| Параметр магнитного покрытия       | Двойная плотность (DD) | Четверная плотность (QD) | Высокая плотность (HD) | Двойная плотность (DD) | Высокая плотность (HD) | Сверхвысокая плотность (ED) |
| Основа магнитного слоя             | Fe                     | Fe                       | Co                     | Co                     | Co                     | Ba                          |
| Коэрцитивная сила, Э               | 300                    | 300                      | 600                    | 600                    | 720                    | 750                         |
| Толщина магнитного слоя, микродюйм | 100                    | 100                      | 50                     | 70                     | 40                     | 100                         |
| Ширина дорожки, мм                 | 0,300                  | 0,155                    | 0,155                  | 0,115                  | 0,115                  | 0,115                       |
| Плотность дорожек на дюйм          | 48                     | 96                       | 96                     | 135                    | 135                    | 135                         |
| Линейная плотность                 | 5876                   | 5876                     | 9646                   | 8717                   | 17434                  | 34868                       |
| Ёмкость (после форматирования), КБ | 360                    | 720                      | 1200 (1213952 байт)    | 720                    | 1440 (1474560 байт)    | 2880 (2949120 байт)         |

| Диаметр диска, дюймы                                  | 5¼   | 5¼   | 5¼   | 5¼   | 5¼   | 3½    | 3½    | 3½    |
| Ёмкость диска, Кбайт                                  | 1200 | 360  | 320  | 180  | 160  | 2 880 | 1 440 | 720   |
| Байт описания носителя в MS-DOS                       | F916 | FD16 | FF16 | FC16 | FE16 | F016  | F016  | F916  |
| Количество сторон (головок)                           | 2    | 2    | 2    | 1    | 1    | 2     | 2     | 2     |
| Количество дорожек на каждой стороне                  | 80   | 40   | 40   | 40   | 40   | 80    | 80    | 80    |
| Количество секторов на дорожке                        | 15   | 9    | 8    | 9    | 8    | 36    | 18    | 9     |
| Размер сектора, байт                                  | 512  | 512  | 512  | 512  | 512  | 512   | 512   | 512   |
| Количество секторов в кластере                        | 1    | 2    | 2    | 1    | 1    | 2     | 1     | 2     |
| Длина FAT (в секторах)                                | 7    | 2    | 1    | 2    | 1    | 9     | 9     | 3     |
| Количество копий FAT                                  | 2    | 2    | 2    | 2    | 2    | 2     | 2     | 2     |
| Длина корневого каталога в секторах                   | 14   | 7    | 7    | 4    | 4    | 15    | 14    | 7     |
| Максимальное количество элементов в корневом каталоге | 224  | 112  | 112  | 64   | 64   | 240   | 224   | 112   |
| Общее количество секторов на диске                    | 2400 | 720  | 640  | 360  | 320  | 5760  | 2880  | 1440  |
| Количество доступных секторов                         | 2371 | 708  | 630  | 351  | 313  | 5726  | 2847  | 1 426 |
| Количество доступных кластеров                        | 2371 | 354  | 315  | 351  | 313  | 2863  | 2847  | 713   |

Первой (точнее, нулевой) является нижняя головка. В односторонних дисководах фактически используется только нижняя головка, а верхняя заменяется войлочной прокладкой. При этом на односторонних дисководах можно было использовать двухсторонние дискеты, отформатировав каждую сторону отдельно и переворачивая её при необходимости, но чтобы воспользоваться этой возможностью, в пластиковом конверте 8-дюймовой дискеты требовалось прорезать второе индексное окно симметрично первому.
Все дисководы гибких дисков имеют скорость вращения шпинделя 300 оборотов в минуту, за исключением дисковода для гибких дисков диаметром 5¼ дюйма высокой плотности, шпиндель которого вращается со скоростью 360 оборотов в минуту. Вращение шпинделя происходит по часовой стрелке.

### Форматы дискет в другом зарубежном оборудовании
Дополнительную путаницу внесло то, что компания Apple использовала в своих компьютерах Macintosh дисководы с иным принципом кодирования при магнитной записи, чем на IBM PC — в результате, несмотря на использование идентичных дискет, перенос информации между платформами на дискетах не был возможен до того момента, когда Apple внедрила дисководы высокой плотности SuperDrive, работавшие в обоих режимах.
В компьютерах Commodore Amiga используется свой собственный формат записи на дискету, в результате чего емкость в формате DD возросла с 720 до 880 килобайт, но стандартными средствами чтение-запись таких дискет на других платформах невозможны в принципе. Ёмкость дискет высокой плотности составляет 1,76 МБ против 1,44 МБ на PC, но из-за особенностей реализации контроллера и скорого банкротства Commodore существует только одна модель дисковода (Chinon FZ-357A, штатно устанавливался в Amiga 4000) с уменьшенной вдвое скоростью вращения дискеты, что позволяет работать с дискетами в формате HD.
Достаточно частая модификация формата дискет 3½ дюйма — их форматирование на 1,2 МБ (с пониженным числом секторов). Эта возможность обычно может быть включена в BIOS современных компьютеров. Такое использование 3½-дюймовых дискет характерно для Японии и ЮАР. В качестве побочного эффекта активация этой настройки BIOS обычно даёт возможность читать дискеты, отформатированные с использованием драйверов типа 800.com.

### Особенности использования дискет в отечественной технике
Кроме вышеперечисленных вариаций форматов, существовал целый ряд усовершенствований и отклонений от стандартного формата дискет:
- например, для RT-11 и её адаптированных в СССР версий количество находящихся в обороте несовместимых форматов дискеты превышало десяток. Наиболее известные — применявшиеся в ДВК MX, MY;
- также известны 320/360-килобайтные дискеты Искра-1030/Искра-1031 — фактически они представляли собой SS/QD-дискеты, но их загрузочный сектор был отмаркирован как DS/DD. В результате стандартный дисковод IBM PC не мог прочесть их без использования специальных драйверов (типа 800.com), а дисковод Искра-1030/Искра-1031, соответственно, не мог читать стандартные дискеты DS/DD от IBM PC;
- в компьютерах платформы ZX-Spectrum применялись дискеты 5,25 и 3,5 дюйма, но применялся свой собственный уникальный формат TR-DOS — 16 секторов на дорожке, каждый сектор по 256 байт (вместо 512 байт, стандартных для IBM PC). Поддерживались как двухсторонние, так и односторонние дискеты и дисководы. В результате объём данных составлял 640 и 320 Кбайт соответственно. Формат поддерживает только корневой каталог, который занимает только первые 8 секторов 0-й дорожки, в 9-м секторе располагается системная информация о дискете — тип (TR-DOS или нет), одно- или двухсторонний диск, общее количество файлов и количество свободных секторов (не байт, а именно секторов). Секторы с 10 по 16 на нулевой дорожке не используются. Все файлы располагаются только последовательно — формат TR-DOS понятия не имеет о фрагментации, а максимальный размер файла — 64 Кбайт. После удаления файла внутри занятого пространства появляются свободные секторы, которые занять уже нельзя до тех пор, пока не будет выполнена команда уплотнения диска «Move». На IBM PC-совместимых компьютерах такие дискеты можно прочитать и записать только с помощью специальных программ, например ZX Spectrum Navigator v.1.14 или ZXDStudio.

Кроме формата TR-DOS, в ZX-Spectrum-совместимых компьютерах часто применялись и произвольные форматы дисков. Некоторые электронные журналы и игры на всю дискету использовали свой собственный формат, вообще ни с чем не совместимый. Могли использовать секторы по 512 и даже по 1024 байта и нередко комбинировали разные размеры секторов на одной дорожке, например, по 256 и по 1024 байта, и просто для разных дорожек применялись разные форматы. Например, так делали в электронном журнале ZX-Format. Причём от номера к номеру данный журнал постоянно менял формат дорожек дискет. Делалось это с двумя целями: во-первых, для увеличения объёма данных на дискете, во-вторых, для защиты дискет от пиратского копирования. Такие дискеты на ZX-Spectrum-совместимых компьютерах пользователей можно было только прочитать, запустить с них журнал или игру, но нельзя было ничем скопировать. Чтобы скопировать такие дискеты, для каждого номера журнала ZX-Format или игры нужно было написать на ассемблере свой индивидуальный форматёр и копировщик, предварительно взломав остальные ступени защиты. Разумеется, такие дискеты нельзя прочитать и скопировать и на IBM PC-совместимых компьютерах.
Порой встречались и вовсе уникальные форматы: например, где кроме нестандартного размера секторов на дорожке (5 секторов по 1024 байта), номера всех 5 секторов были одинаковыми. Для запуска ПО с такой дискеты использовался специальный загрузчик, размещённый на первой после каталога дорожке со стандартным для ZX-Spectrum форматом TR-DOS.
В ZX-Spectrum-совместимых компьютерах одинаковым образом применялись как 5,25-, так и 3,5-дюймовые дискеты, формат при этом не зависит ни от размера дискеты, ни от поддерживаемой ею плотности. Но для использования 3,5-дюймовых дискет высокой плотности (HD) нужно было изолентой заклеить боковое окошко плотности. Дискеты 5,25 дюйма высокой плотности (HD) можно применять в ZX-Spectrum только при использовании дисковода, который также поддерживает плотность HD, но перемычками дисковод нужно предварительно перевести на формат SD (720 Кб).
Драйвер pu_1700 позволял также обеспечивать форматирование со сдвигом и интерливингом секторов — это ускоряло операции последовательного чтения-записи, так как головка при переходе на следующий цилиндр оказывалась перед первым сектором. При использовании обычного форматирования, когда первый сектор всегда находится за индексным отверстием (5¼″) или за зоной прохождения над герконом или датчиком Холла магнитика, закреплённого на моторе (3½″), за время шага головки начало первого сектора успевает проскочить, поэтому дисководу приходится совершать лишний оборот.
Специальные драйверы-расширители BIOS (800, pu_1700, vformat и ряд других) позволяли форматировать дискеты с произвольным числом дорожек и секторов. Поскольку дисководы обычно поддерживали от одной до четырёх дополнительных дорожек, а также позволяли, в зависимости от конструкционных особенностей, отформатировать на 1—4 сектора на дорожке больше, чем положено по стандарту, эти драйверы обеспечивали появление таких нестандартных форматов, как 800 КБ (80 дорожек, 10 секторов), 840 КБ (84 дорожки, 10 секторов) и т. д. Максимальная ёмкость, устойчиво достигавшаяся таким методом на 3½-дюймовых HD-дисководах, составляла 1700 КБ. Эта техника была впоследствии использована в форматах дискет Distribution Media Format (DMF) Майкрософт, расширившим ёмкость дискет до 1,68 МБ за счёт форматирования дискет на 80 дорожек и 21 сектор (например, в дистрибутивах Windows 95), аналогично формату Extended Density Format (XDF) фирмы IBM, который использовался в дистрибутивах OS/2.

## Сохранность информации
Одной из главных проблем, связанных с использованием дискет, являлась их недолговечность. Так, дискеты — даже несмотря на средства защиты (бумажные конверты для хранения дискет 5,25 и 8 дюймов, и сдвижные шторки 3,5-дюймовых дискет) — были подвержены попаданию пыли, которая при вставке дискеты в дисковод может попасть под магнитную головку и вызвать необратимое повреждение («сцарапывание») магнитного покрытия. В то же время при соблюдении условий хранения данные с дискет могут быть считаны через 40 и более лет.
Имевшие место опасения о возможности размагничивания дискет от воздействия металлических намагниченных поверхностей, природных магнитов, электромагнитных полей вблизи высокочастотных приборов или при перевозке в общественном транспорте на электрическом ходу (троллейбус, трамвай, метрополитен) оказались безосновательными
Наиболее уязвимым элементом конструкции 3,5-дюймовой дискеты была сдвижная шторка из жести или пластмассы, закрывающая собственно гибкий диск: в результате небрежного использования её края могли отогнуться, из-за чего дискету не удавалось извлечь из дисковода; пружина, возвращавшая шторку в исходное положение, могла выпасть, в результате чего шторка прекращала нормально функционировать. В щели между корпусом дискеты и кожухом может проникать пыль.

## Современность
К 2016 году массовое использование дискет было прекращено. Из настольных компьютеров и ноутбуков встроенные дисководы полностью исчезли к середине 2000-х годов.
Существуют аппаратные эмуляторы дисковода на основе карт памяти и флеш-накопителей USB, призванные заменить дисководы, где их применение всё ещё экономически оправдано: устаревшее промышленное, измерительное, медицинское, музыкальное оборудование. Также можно воспользоваться внешним дисководом с USB-интерфейсом.
Электронные ключи для работы с системами «Банк-клиент», обеспечивающие электронную цифровую подпись документа, ранее распространявшиеся на дискетах, теперь выпускаются в виде флеш-накопителей USB с функцией биометрической защиты.
В некоторых странах существуют требования подавать отчётность в государственные органы на внешних носителях, включая дискеты, и использовать их для хранения ключей авторизации.
Для установки драйверов оборудования в современных ОС семейства Windows (Windows 7, Windows 10, Windows Server 2016) используется компакт-диск, однако всё чаще применяется автоматическая загрузка драйверов через интернет.
С выходом из употребления дискет некоторые пользователи использовали звук двигателей дисководов для исполнения музыки.

### Производство
По состоянию на 2016 год дискеты 3,5" 2HD 1,44 Мбайт выпускались фирмами Verbatim, TDK, EMTEC, Imation на единственном тайваньском заводе.

## Флоппинет
Английскому названию дискеты «флоппи-диск» обязан своим появлением неформальный термин «Флоппинет», обозначающий использование сменных носителей информации (в первую очередь, именно дискет — флоппи-дисков) для переноса файлов между компьютерами. Приставка «-нет» в ироничной форме сравнивает такой способ передачи информации с подобием компьютерной сети в то время, когда использование «настоящей» компьютерной сети по каким-либо причинам невозможно. Также иногда используется термин «дискетные сети».

## Символичность
Изображение трёхдюймовой дискеты до сих пор используется в приложениях с графическим интерфейсом в качестве значка для кнопок и пунктов меню «Сохранить», за более чем три десятилетия существования 3,5-дюймовых дискет этот символ стал традиционным и наиболее понятным. В Юникоде есть значок дискеты - 💾.